# 리-아이링 이론
리-아이링 이론(영어: Ree–Eyring viscosity relations)은  이태규 및 헨리 아이링이 1955년에 발표한 비뉴턴 유동현상에 대한 이론이다. 리-아이링 모델이라고도 한다.
이론적 접근이 어려웠던 기존의 비뉴턴 유동현상에 대한 이해를 가능하게하는 일반 공식을 제시한 것으로 이로써 그동안 설명하기 어려웠던 비뉴턴 유동의 상당수를 설명할 수 있게 되었다.
비뉴턴 유동이란 뉴턴의 점성 법칙에 따르지 않는 유동을 말한다.

## 뉴턴유체에 대한 리-아이링 표현식
{\displaystyle \eta ={{\sum _{i=1}^{N}{{f_{i}\mu } \over {\lambda _{i}{\dot {\gamma }}}}sinh^{-1}\left({\lambda _{i}{\dot {\gamma }}}\right)} \over {\sum _{i=1}^{N}f_{i}=1,N>1}}}
{\displaystyle \lambda ={{\mu } \over {\tau }}}
{\displaystyle \gamma ={{du} \over {dy}}}
{\displaystyle \mu }           는 유체의 점성계수
{\displaystyle \eta } 유체의 점성도

## 리-아이링 표현식
{\displaystyle \eta _{r-e}=\sum _{i=1}^{N}{{X_{i}\cdot B_{i}} \over {A_{i}}}\cdot {{sinh^{-1}\left(B_{i}{\bar {S}}\right)} \over {B_{i}\cdot {\bar {S}}}}}

## 비뉴튼유체에 대한 표현식
{\displaystyle \eta _{r-e}={\tau }=\sum _{i=1}^{N}x_{i}{\tau }sinh^{-1}\left(\lambda _{i}{\dot {\gamma }}\right)}
{\displaystyle \eta _{r-e}={{\tau } \over {\dot {\gamma }}}=\sum _{i=1}^{N}x_{i}{{\tau } \over {\dot {\gamma }}}sinh^{-1}\left(\lambda _{i}{\dot {\gamma }}\right)}

## 같이 보기
- 아이링 방정식
- 오스트발트-드 웰 관계식

## 참고
- (Viscosity‐depth profiles according to the Ree‐Eyring viscosity relations ,Melvin A. Cook,First published: 1 June 1963)https://agupubs.onlinelibrary.wiley.com/doi/pdf/10.1029/JZ068i011p03515%5B깨진+링크(과거+내용+찾기)%5D
- (유변학)Ree, Taikyue, and Henry Eyring.  “The relaxation theory of transport phenomena,” in Rheology: Theory and Applications, F. R. Eirich, Ed., vol. 2, chapter 3, Academic Press, New York, NY, USA, 1958.
- (Rubber, Resins, Paints and Varnishes by Robert Selby Morrell , Armand de Waele)https://archive.org/details/rubberresinspai00waelgoog/page/n15